# 毛利松平
毛利 松平（もうり まつへい、1913年7月16日 – 1985年5月24日）は、日本の政治家。第5代環境庁長官。

## 来歴・人物
現在の愛媛県西宇和郡伊方町に、商店を営んでいた毛利久松の四男として生まれる。大洲中学校（現・愛媛県立大洲高等学校）を経て、少年時代より犬養毅を崇拝していたこともあり、慶應義塾大学法学部に進学する。在学中に真崎甚三郎を訪ね、軍部について意見を求められ「軍は横暴です。もっと謙虚でなければいけません」と直言したことがある。
1938年に慶大を卒業し、南満州鉄道に入社する。敗戦は撫順炭鉱労務課長として迎えた。捕虜2万人の管理者だったことから八路軍に逮捕されるも、捕虜の扱い方が温情あるものだったと弁護する者が現われ釈放される。引揚げ後は東京で「大和企業」を設立し、衣類や日用品等を商っていた。1952年、政界進出の志望を固め、旧知の政治評論家岩淵辰雄に有望な政治家として三木武夫をすすめられ、三木のもとを訪れて改進党の公認を得ることに成功、旧愛媛3区から総選挙に立候補するも落選。1953年・1955年と3回連続落選し、1958年の第28回衆議院議員総選挙にて初当選を果たす（当選同期に竹下登・金丸信・安倍晋太郎・斎藤邦吉・倉成正・谷川和穂など）。以後当選9回。
外務政務次官、衆院大蔵委員長、自由民主党副幹事長などを経て、1974年第2次田中角榮内閣第1次改造内閣にて環境庁長官となる。在任中は環境庁長官として初めて名古屋新幹線騒音公害の視察を行うなど「行動する長官」をアピールしたが、南アルプススーパー林道建設問題では地域経済の発展も重視する立場から、現地視察の上「自然はスズメやカラスのためにだけあるのではない」と述べ、着工を容認した。
その後三木内閣が発足すると、丹羽兵助・森山欽司と共に「お辞儀3人衆」として他派閥との折衝・調整に尽力した。1983年勲一等瑞宝章受章。
柔道7段・空手5段・合気道は免許皆伝と、政界随一の武道の達人であり、1980年には日本武道館理事長に就任した。戦後の東京で民族活動に明け暮れていた大山倍達と知己を得たといわれており、国際空手道連盟極真会館の設立に貢献し発足当初副会長、後に会長に就任する。また、思想・信条はリベラル色の強い三木派とは合っておらず、前述の通り「三木をすすめられたので三木繋がりをもった」という経緯。三木派には珍しく、近藤鉄雄とともに親台湾派を貫いており、他派とのつながりも深かった。
1985年5月24日、心筋梗塞のため死去。71歳没。墓所は愛宕の青松寺。

## 関連する石碑など
大洲市沼田と八幡浜市日土町とを結ぶ道路の開通に尽力したことを称え、その道路の最高高度の地点、ちょうど大洲と日土の境界になる地点に「毛利松平先生彰徳碑」が建てられている。また東京都の青松寺に墓石が建てられている。